# Jorge Vivanco
Jorge Vivanco (Buenos Aires, 1912 – Tucumán, 1987) fue un arquitecto y urbanista argentino. En 1938 se graduó en la Escuela de Arquitectura de la Universidad de Buenos Aires (UBA). Delegado argentino para el CIAM, profesor y director hasta 1950 del Instituto de Arquitectura y Urbanismo de la Universidad Nacional de Tucumán (UNT), fue un gran difusor de los principios del Movimiento Moderno y sus concepciones urbanísticas en Argentina. Su proyecto más importante fue el Plan Posadas.

## Trayectoria profesional
Durante los primeros años de su carrera profesional formó parte del Grupo Austral, cuya influencia fue notable sobre la arquitectura y el diseño en la década de los años 30 en Argentina. Ejerció como docente en el Instituto de Arquitectura y Urbanismo (IAU) de la Universidad Nacional de Tucumán (UNT), la cual resultaría decisiva en la enseñanza de la arquitectura en Argentina en la década de los 40 y principio de los años 50. Los objetivos de la Escuela de Tucumán respondían, entre otros, fundamentalmente a la necesidad de planificar el país a corto plazo, desarrollando para ello una conciencia urbana que fuera capaz de dar forma a la situación caótica del momento. Entre sus discípulos más reconocidos se encuentran César Pelli y Diana Balmori.
Su proyecto más notable es el plan urbanístico de desarrollo de la capital de Misiones conocido como Plan Posadas. Enmarcado en un ámbito regional, el Plan integra el Puente Posadas-Encarnación, el conjunto de obras de la Represa de Yacyretá, así como obras de nueva planta y la zonificación de la ciudad de Posadas.

## Proyectos destacados

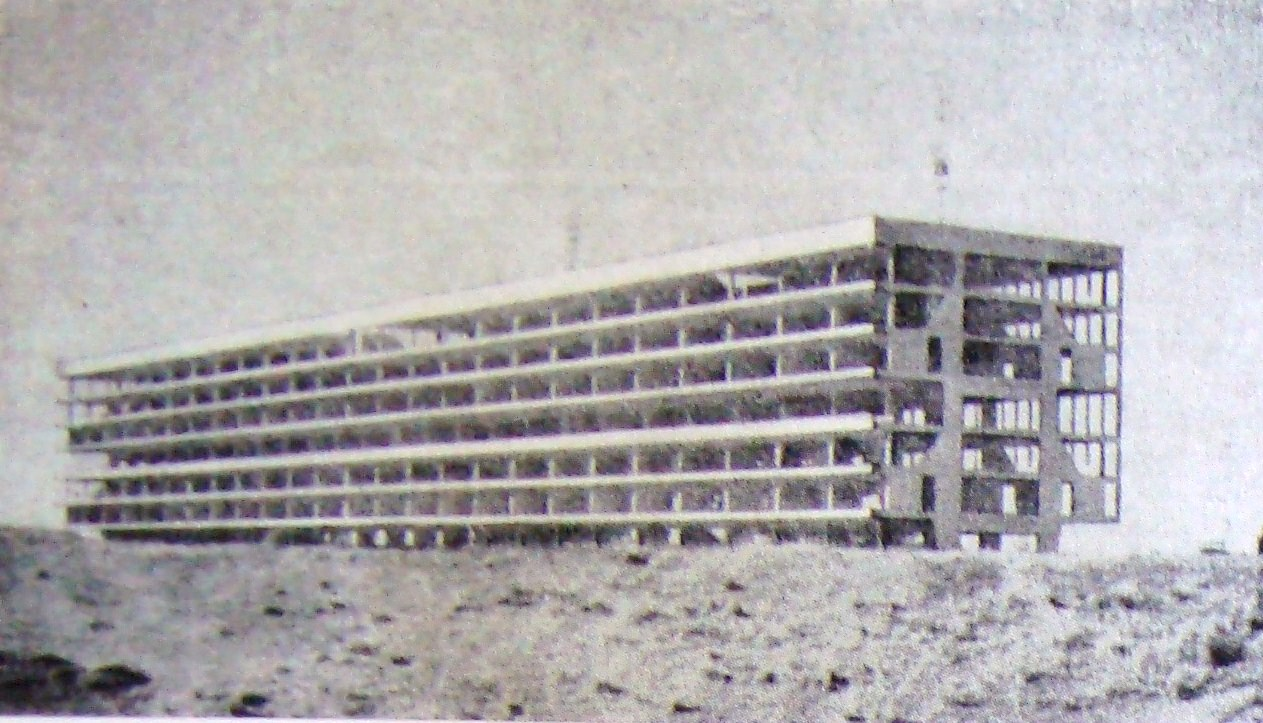
Residencia estudiantil en la Ciudad Universitaria del Cerro San Javier (inconclusa).

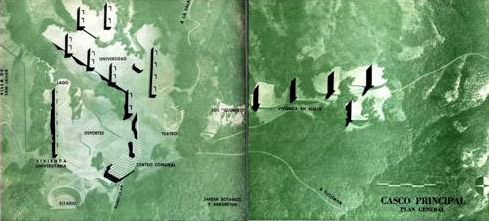
Plan general de la Ciudad Universitaria en el Cerro San Javier, Tucumán.

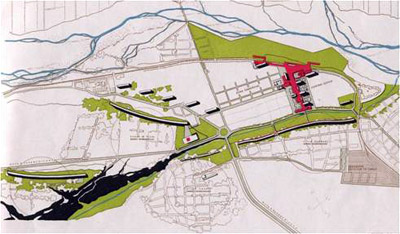
Plan Urbano San Salvador de Jujuy - Palpalá

- Viviendas en el espacio, en colaboración con Amancio Williams y Delfina Gálvez Bunge. Buenos Aires, 1942.
- Cuatro viviendas unifamiliares, en colaboración con Antonio Bonet y Valerio Peluffo. Martínez, Buenos Aires, 1942[1]
- Ciudad Universitaria en el Cerro San Javier, en colaboranción con Eduardo Sacriste, Horacio Caminos, Eduardo Catalano, José Le Pera, Rafael Onetto, Hilario Zalba, y los ingenieros Pier Luigi Nervi,[2] María Carmen Agostini, Carlos Laucher y Guido Oberti, Tucumán, 1955.
- Plan Posadas, Posadas, 1972 - 1981.
- Vivienda para su hermana Sarita Vivanco, Posadas.
- Plan Urbano San Salvador de Jujuy, Palpalá.
- Concurso para el Banco Provincia de Misiones, en colaboración con el Grupo SEPRA.
- Vivienda para la Familia Torres, Posadas.
- Proyecto para la ampliación del Anfiteatro, en colaboración con el arquitecto Degiorgi, Posadas.
- Estudio y propuesta de relocalización para la población afectada por el proyecto Yacyretá , Posadas, 1978.
- Ampliación de la Catedral de San José de Posadas, Posadas, 1979.